# 一つ山
一つ山（ひとつやま）は、愛知県名古屋市天白区の地名。現行行政地名は一つ山1丁目から一つ山5丁目。住居表示未実施。

## 地理
名古屋市天白区南部に位置する。東は土原四丁目・土原五丁目、西は高宮町・西入町・山根町、南は久方一丁目・久方二丁目、北は山郷町に接する。

## 歴史

### 町名の由来
一ツ山と通称される丘陵地にちなんで命名された名古屋市営一ツ山住宅の名称に由来する。

### 沿革
- 1961年（昭和36年）12月28日 - 島田土地区画整理組合の設立が認可される[9]。
- 1965年（昭和40年）1月27日 - 昭和区天白町大字島田の一部により、同区一つ山として成立する[1]。
- 1968年（昭和43年）5月1日 - 一部が昭和区久方二丁目に編入される[10]。
- 1975年（昭和50年）2月1日 - 天白区編入に伴い、同区一つ山となる[1]。
- 1978年（昭和53年）1月15日 - 天白区天白町大字島田の一部を編入する[1]。
- 1983年（昭和58年）8月7日 - 天白区天白町大字島田の一部を編入する[1]。

## 世帯数と人口
2019年（平成31年）1月1日現在の世帯数と人口は以下の通りである。
| 町丁   | 世帯数    | 人口    |
| ------ | --------- | ------- |
| 一つ山 | 1,229世帯 | 2,669人 |

### 人口の変遷
国勢調査による人口の推移
| 2000年（平成12年） | 2,979人 | [ 11 ] |  |
| 2005年（平成17年） | 2,796人 | [ 12 ] |  |
| 2010年（平成22年） | 2,751人 | [ 13 ] |  |
| 2015年（平成27年） | 2,662人 | [ 14 ] |  |

## 学区
市立小・中学校に通う場合、学校等は以下の通りとなる。また、公立高等学校に通う場合の学区は以下の通りとなる。なお、小学校は学校選択制度を導入しておらず、番毎で各学校に指定されている。
| 丁目        | 小学校                                    | 中学校               | 高等学校 |
| ----------- | ----------------------------------------- | -------------------- | -------- |
| 一つ山1丁目 | 名古屋市立天白小学校 名古屋市立山根小学校 | 名古屋市立天白中学校 | 尾張学区 |
| 一つ山2丁目 | 名古屋市立山根小学校                      | 名古屋市立天白中学校 | 尾張学区 |
| 一つ山3丁目 | 名古屋市立山根小学校                      | 名古屋市立天白中学校 | 尾張学区 |
| 一つ山4丁目 | 名古屋市立山根小学校                      | 名古屋市立天白中学校 | 尾張学区 |
| 一つ山5丁目 | 名古屋市立天白小学校 名古屋市立山根小学校 | 名古屋市立天白中学校 | 尾張学区 |

## 施設
- 名古屋市営一ツ山住宅[7]
- 名古屋市営一つ山荘[7]
- 一つ山第一公園[7]
- 一つ山第二公園[7]

## その他

### 日本郵便
- 郵便番号 : 468-0033[4]（集配局：天白郵便局[17]）。